# Неуправляемый занос (фильм)
«Неуправляемый занос» — российский фильм 2004 года режиссёра Георгия Шенгелии.

## Сюжет
По мотивам повести Елены Сазанович «Я слушаю, Лина…» (впервые напечатана в журнале «Юность», № 3, 1993).
На заснеженном загородном шоссе молодой человек спасает от бандитов девушку. Но оказывается, что она следователь прокуратуры города, расследующая гибель под колёсами автомобиля дочки прокурора. А её спаситель — замешанный в этом деле и объявленный в розыск парень — автослесарь и стритрэйсер. Он не виновен, но и милиция, и даже его знакомые, считают его убийцей, а отец погибшей девушки — прокурор города жаждет мести. И только один человек хочет ему помочь — спасённая им следователь, и теперь она берётся за расследование этого дела.

— У картины какой-то финал получился размытый. Что все-таки стало с твоим героем? Непонятно, погибает он или нет.

— В сценарии было написано, что погибает. Но продюсеры, как я понимаю, такой вариант не утвердили. Какие-то сцены при монтаже просто порезали, например, как моего героя опознают в морге. Отсюда и непонятно, чем заканчивается картина.— из интервью исполнителя главной роли Пётра Фёдорова 

в фильме «Неуправляемый занос» в сценарии было две концовки, и сняли мы обе. Одна была трагичная, где показывается, как герой погибает и лежит в морге. Но я решил делать все-таки открытый финал, достаточно непонятный, загадочный. Я оставил героя в живых, а потом понял, что не получилось точки, зритель остался в подвешенном состоянии. Я был не прав, но переделать уже ничего не могу.— режиссёр фильма Георгий Шенгелия

## В ролях
- Мария Звонарёва — Наташа
- Пётр Фёдоров — Олег
- Михаил Хомяков — Вепринцев
- Дарья Чаруша — Света
- Наталья Мотева — Таня
- Григорий Анашкин — Кирилл
- Елена Котихина — девушка Кирилла
- Юрий Горин — Бобков
- Ирина Ходюш — Ира
- Сергей Лавыгин — Федя
- Олег Жданов — мастер в автосервисе
- Евгений Серов — тренер

Фильм снимался в Ярославле, в эпизодических ролях местные актёры из Ярославского театра драмы имени Ф. Волкова и Ярославского ТЮЗа, например, Михаил Левченко, Галина Крылова, студент Ярославского театрального института Сергей Друзяк и преподаватель института и будущий его ректор Сергей Куценко.

## Съёмки
Фильм был снят в Ярославле (проспект Толбухина, центр города, микрорайон Брагино).

## Критика
Наша малобюджетная версия отчасти «Двойного форсажа», отчасти десятка других картин о хороших парнях и быстрых тачках. Масштаб 1:10 соблюден здесь во всем: и в габаритах юного героя, похожего на дрожащую тень Вина Дизеля, и в технических характеристиках автомобилей, и в сложносочиненности сценария — здесь сюжетные ходы угадываются не на два, а на десять шагов вперед. Кстати, сценарий кажется и вовсе собранным из раритетных запчастей — типажи из «Каменской», ситуации из перестроечных «Танцплощадки» и «Взломщика». Под конец чужих идей, увы, не хватило, а потому финал просто-напросто оставлен открытым.— Time Out

## Фестивали
- Шанхайский международный кинофестиваль (2005) — фильм номинировался (в числе 17 фильмов-номинантов) на «Золотой кубок» в категории «Лучший фильм»
- VI Международный телекинофорум «Вместе» (2005) — приз «Лучший режиссёр» (Георгий Шенгелия) и приз «Лучшая актриса» (Мария Звонарёва)[6]